# Saga Vallis
Saga Vallis is een vallei op de planeet Venus. Saga Vallis werd in 1994 genoemd naar Sága, godin van het water in de Noordse mythologie.
De vallei heeft een lengte van 450 kilometer en bevindt zich in het quadrangle Snegurochka Planitia (V-1).